# Thronion
Thronion est une cité de la Grèce antique, capitale de la Locride épicnémidienne, vers le centre du pays.
Dans la littérature grecque antique, Thronion est mentionnée par Homère au chant II de l’Iliade, dans le Catalogue des vaisseaux : des guerriers venus de Thronion sont cités parmi les troupes achéennes venues de Locride et commandées par Ajax fils d'Oïlée.
Hazlitt, dans le Classical Gazetteer, mentionne une autre cité appelée Thronion, située en Ilyrie, fondée par les Abantes originaires d'Eubée à leur retour de Troie et détruite par les Apolloniates.